# Yūzō Nakamura
Yūzō Nakamura (jap. 中村 祐造 Nakamura Yūzō; ur. 24 kwietnia 1942 w Himeji, w prekturze Hyōgo, zm. 20 lipca 2010 w Sakai) – japoński siatkarz, dwukrotny medalista igrzysk olimpijskich.

## Życiorys
W 1961 Nakamura rozpoczął grę w klubie Sakai Nippon Steel. Wystąpił na igrzyskach 1964 odbywających się w Tokio. Reprezentacja Japonii wywalczyła wówczas brązowy medal po siedmiu zwycięstwach i dwóch porażkach.
Na igrzyska 1972 w Monachium został powołany w roli kapitana. Nakamura zagrał w trzech meczach fazy grupowej, po której jego reprezentacja awansowała do fazy pucharowej. W półfinale poprowadził Japończyków do zwycięstwa nad Bułgarią, a w finale nad Niemcami Wschodnimi.
Ponadto Nakamura był w składzie reprezentacji na mistrzostwach świata 1966 (5. miejsce), 1970 (3. miejsce) i 1974 (3. miejsce).
W latach 1977–1980 był trenerem męskiej reprezentacji Japonii. Doprowadził swoich podopiecznych m.in. do drugiego miejsca w pucharze świata 1977.
Zmarł w szpitalu w Sakai, w wieku 68 lat. Przyczyną jego śmierci był krwotok śródmózgowy.